# Youcef Boukhantech
Youcef Boukhentache est un chanteur auteur compositeur algérien, natif de Batna. Il chante en trois langues : l'arabe, le chaoui et le français.

## Biographie
Youcef Boukhentache, dit Youcef el Batni , appelé également par ses proches Rachid,  est né  au cœur de Batna (rue jules ferry - frères bouabsa) en 1954. Tout jeune, à 11 ans, en 1965, il débute  dans une troupe musicale locale " EL-BAHJA" à vocation polyvalente où il chante le moderne de l'époque ainsi que le malouf et le haouzi sous la direction du chef d'orchestre Hamid Hachani.Il entame ensuite une prospection de la chanson et voulant tout chanter,il passe d'une troupe à une autre car elles étaient nombreuses dans le temps.Cela lui a permis de passer en revue les genres musicaux prisés à Batna. On le remarqua surtout dans les mariages par ses interprétations de El-Afrit,Salim Lehlayli et fergani. Il était déjà la coqueluche de l'instituteur en langue arabe de troisième année primaire à l'école jules ferry par ses parfaites interprétation de Abdelhalim Hafez;les cours d'arabes se terminaient toujours par trois ou quatre chansons du répertoire de la vedette égyptienne.La troupe mythique de ESSAADA  lui permettra d’asseoir sa popularité dans toute la région. En Mars 1974 le public maghrébin découvre une voix et un chanteur qu'un certain journaliste qualifie de " LA MESURE D'UN GRAND TALENT " L'émission El Hane wa Chabab de la RTA  sont à l'origine de la fulgurante carrière de Boukhentache Youcef. Son premier mariage fut  de la chanteuse Nardjess. Son deuxième est d'une cadre de la santé. Il est chanteur et interprète mais aussi auteur et compositeur.Il fit  la musique du feuilleton "ELWAHM" du regretté réalisateur Hellal. Plusieurs albums sont à son actif. Dans sa poésie et sa musique, il pratique aisément le verbe et la note andalous ou chaabi ainsi que le melhoune, le badaoui et l'arabe classique.Cet autodidacte essentiellement chanteur de charme  et d'une polyvalence déconcertante tant sa maîtrise des modes est facile. Durant les années 1980, Il a eu beaucoup de succès auprès des jeunes grâce à sa voix.En 2005/2006 il compose une grande fresque musicale " l'ONDE BLEUE " / EL MAOUJ EL AZRAQ , où tous les pays méditerranéens sont unis par la musique et le chant...elle reste inconnue du grand public à ce jour .

### Style
Youcef chante dans le style musique andalouse, malouf, badoui, hawzi   malgré sa longue éclipse sur la scène médiatique, il a participé à la Journée nationale de la musique universelle à la Maison de Culture de Batna en 2014. Il a participe également à la 6e édition du Festival national culturel de la musique et de la chanson amazigh à Tamanrasset en 2013.

### Albums et chansons
Certaines chansons et albums du chanteur:
- Khellala Rania.
- Ana Chaki, édition Orphée, frère Hellal, Batna
- Bia dak el mor, édition Orphée, frère Hellal, Batna
- El barah Oial youm
- Mahani ezine ya Laâmer
- Ya lalla ach dani
- Laisser partir en langue français
- lech enta galbek nouah
- Mahma el bouêd ytowal
- Oiâlach
- Yal ghafla
- Yali kawi gloub enece, édition Orphée, frère Hellal, Batna
- Daou aiani
- Yemas n’usli en langue chaoui
- Souffrir en langue français, édition Orphée, frère Hellal, Batna
- Hanina reprise par Youcef Boukhentache
- Ya moulat ain zerka
- Anta hbibi, édition Orphée, frère Hellal, Batna
- Dhay el Hilal, édition Orphée, frère Hellal, Batna
- Nouah, édition Orphée, frère Hellal, Batna